# Edward Żeligowski

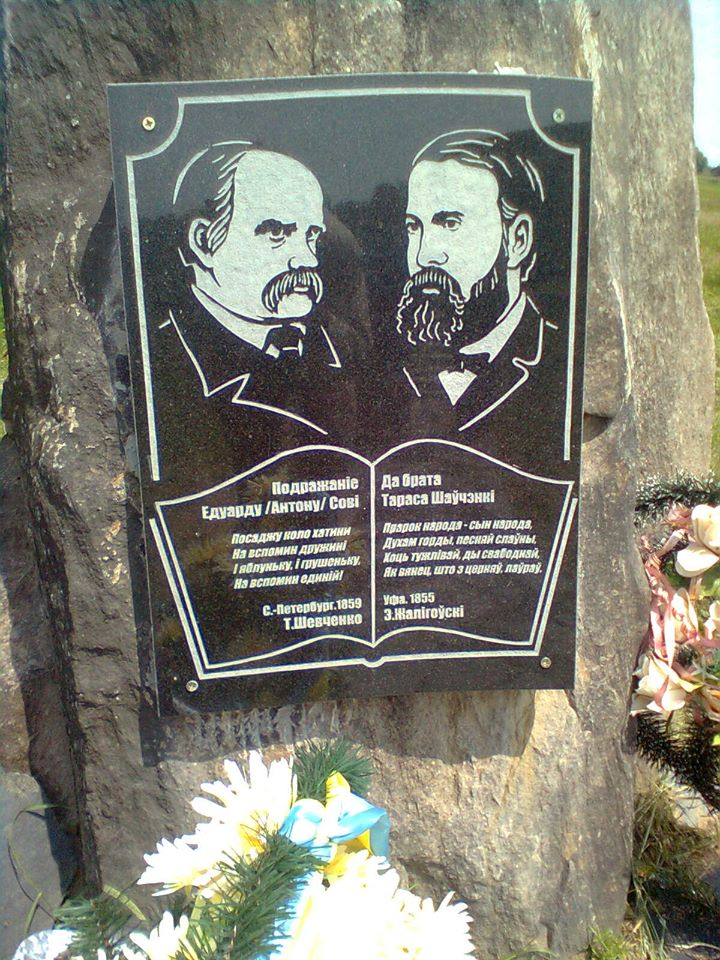
Gedenktafel an die Freundschaft zwischen Taras Schewtschenko und Edward Żeligowski

Edward Witold Żeligowski (russisch Эдуард Желиговский Eduard Scheligowski, Pseudonym Антоний Сова Antoni Sowa; * 8. Julijul. / 20. Juli 1816greg. in Mariampol, Gouvernement Wilna, Russisches Kaiserreich; † 28. Dezember 1864 in Genf, Schweiz) war ein polnischer und litauischer Dichter, Philosoph und Übersetzer.

## Leben
Edward Żeligowski kam 1816 in Mariampol, einer weiteren Quelle nach am 22. Novemberjul. / 4. Dezember 1815greg. im Dorf Koreikowzy (Корейковцы) zur Welt. Sein Vater war Julian Scheligowski (Юлиан Желиговский), seine Mutter die Tochter des Vorsitzenden der Minsker Strafkammer.
Er studierte zwischen 1833 und 1836 an der Kaiserlichen Universität Dorpat und wurde einer der Führer der radikalen demokratischen Jugendbewegung. In Folge der Teilnahme an der Vorbereitung eines von Szymon Konarski angeführten Aufstandes wurde er 1838 verhaftet und bis 1842 interniert. Nachdem er 1851 erneut verhaftet wurde, verbannte man ihn zunächst nach Petrosawodsk und anschließend nach Orenburg. Dort lebte zeitgleich der ukrainische Nationaldichter Taras Schewtschenko in der Verbannung, mit dem er sich anfreundete und auch nach der Rückkehr aus dem Exil in Verbindung blieb. Ihm widmete er sein Gedicht Dem Volksdichter.
Von 1858 an lebte er in Sankt Petersburg, wo er Iossafat Petrowitsch Ogrysko (russisch Иосафат Петрович Огрызко; 1826–1890) bei der Herausgabe der Zeitung „Slowo“ unterstützte. Schließlich emigrierte er 1860 nach Westeuropa und war als Mitarbeiter der polnischen Emigrantenpresse tätig. Seine letzten Lebensjahre verbrachte er in Genf, wo er 1864 verstarb.

## Werk
Żeligowski übersetzte die Werke von Puschkin und Heinrich Heine in die Polnische Sprache.
- Jordan (1846)
- Poezje Antoniego Sowy (1858)
- Dziś i wczoraj (1858)